# 卢耀如
卢耀如（1931年5月1日—），中国水文地质学家及工程地质学家，同济大学教授，中国工程院院士。

## 生平
出生于福建省福州市。1950年考入清华大学地质系，1952年院校调整入北京地质学院，1953年提前毕业。1997年当选为中国工程院院士。现任中国地质科学院研究员，同济大学教授。卢耀如长期从事岩溶地质的科研和工程实践，建立了岩溶发育与工程环境效应系统理论，由于在岩溶（喀斯特）研究方面的成就，被称赞为“喀斯特卢”。1997年当选中国工程院院士。
在时任铁道部部长吕正操提出再次勘测川汉铁路选线后，卢耀如也曾参与勘测工作。后来，卢耀如又参加了宜万铁路的建设。